# Curt-Christer Gustafsson
Curt-Christer Bertil Gustafsson, född 31 december 1938 i Högalids församling i Stockholm, är en svensk militär.

## Biografi
Gustafsson avlade officersexamen vid Krigsskolan 1960 och utnämndes samma år till fänrik i armén. Han befordrades till kapten vid Bodens artilleriregemente (A 8) 1968. År 1972 befordrades han till major och var detaljchef vid Försvarsstaben 1972–1975, varpå han 1975–1976 var kompanichef vid A 8. Han tjänstgjorde 1976–1979 vid Försvarsstaben och befordrades 1978 till överstelöjtnant, varpå han 1979–1980 var bataljonschef vid A 8. Han tjänstgjorde åter vid Försvarsstaben 1980–1982 och var chef för Gotlands artilleriregemente 1982–1990. År 1989 befordrades han till överste och var chef för Artilleriskjutskolan 1989–1990, varpå han var chef för Svea artilleriregemente 1990–1995.